# Pohoiki
Pohoiki est une localité des États-Unis située dans le district de Puna, à Hawaï. Elle se trouve le long du littoral Pacifique, sur le flanc oriental du Kīlauea.